# Pancrudo
Pancrudo là một đô thị trong tỉnh Teruel, Aragon, Tây Ban Nha. Dân số 157, diện tích 100 km² và mật độ 1,57.